# Gorenja Trebuša
Gorenja Trebuša – wieś w Słowenii, w gminie Tolmin. W 2018 roku liczyła 114 mieszkańców.